# Липке, Пауль
Пауль Липке (нем. Paul Lipke; 30 июня 1870, Эрфурт — 8 марта 1955, Остербург) — немецкий шахматист, мастер.

## Биография
Окончил Ökumenische Domgymnasium в Магдебурге, затем (в 1892 г.) — юридический факультет Галле-Виттенбергского университета. После окончания университета получил адвокатскую практику в Галле и Штендале. В 1897 г. начал читать лекции по праву в Галле-Виттенбергском университете.
Начал играть в шахматы в возрасте 14 лет. Состоял в Магдебургском шахматном клубе. Был известен как сильный игрок вслепую (мог одновременно играть до 10 партий).
Помимо выступлений в турнирах, занимался шахматной журналистикой. Был (наряду с И. Бергером) редактором отдела партий журнала «Deutsche Schachzeitung». В 1909 г. был редактором журнала «Deutsche Schachblätter», издававшегося в Кобурге.
После турнира в Вене (1898 г.) перестал выступать в официальных соревнованиях и продолжал работать адвокатом в Галле и Штендале, а с 1909 г. — в Остербурге.
С 1905 г. был членом Штендальского шахматного клуба. В 1927 г. был в числе основателей шахматного клуба в Остербурге (клуб просуществовал до Второй мировой войны). В послевоенные годы также принимал участие в шахматной жизни Остербурга.

## Таблица результатов
| Год  | Город   | Турнир                                                      | +  | − | =  | Результат | Место |
| ---- | ------- | ----------------------------------------------------------- | -- | - | -- | --------- | ----- |
| 1889 | Бреслау | 6-й конгресс Германского шахматного союза (побочный турнир) |    |   |    |           | 5—6   |
|      | Дессау  | Турнир немецких шахматистов                                 |    |   |    |           | 4     |
| 1890 |         | Матч по переписке с А. А. Марковым                          | 1  | 1 | 0  | 1 : 1     |       |
| 1892 | Дрезден | 7-й конгресс Германского шахматного союза (побочный турнир) |    |   |    |           | 1     |
| 1893 | Киль    | 8-й конгресс Германского шахматного союза                   | 3  | 1 | 4  | 5 из 8    | 3     |
| 1894 | Лейпциг | 9-й конгресс Германского шахматного союза                   | 11 | 2 | 4  | 13 из 17  | 2     |
| 1896 | Эйзенах | Матч с И. Бергером                                          |    |   |    |           |       |
| 1898 | Вена    | Международный турнир                                        | 10 | 7 | 19 | 19½ из 36 | 8—9   |